# Marcos Vales
Marcos Vales Illanes (La Coruña, 5 aprile 1975) è un ex calciatore spagnolo, di ruolo centrocampista.

## Palmarès

### Club

#### Competizioni nazionali
- Coppa di Spagna: 1

Real Saragozza: 2000-2001

### Nazionale
- Campionato europeo di calcio Under-21: 1

Romania 1998